# Siera
Siera est une entreprise marocaine spécialisée dans la fabrication et la distribution d'appareils électroménagers et électroniques. Basée à Casablanca, elle fait partie du groupe industriel Manar.

## Histoire
Le groupe Sopar, dirigé par My Ali Kettani, initie ses activités industrielles en 1946 avec la création de Radelec, entreprise dédiée à l'importation d'électroménager. En 1957, Kettani fonde Al Manar, société spécialisée dans la production locale de postes de radio. La marque Siera naît en 1963, à travers une coentreprise avec Philips, pour la fabrication de téléviseurs noir et blanc.
En 1998, Siera met fin à ses accords de montage avec Philips et Thomson pour se recentrer sur le développement de sa propre marque.

## Activités
L'entreprise propose une gamme variée de produits, comprenant des téléviseurs, réfrigérateurs, cuisinières, machines à laver et petits électroménagers. En 2003, Siera lance un réfrigérateur accessible destiné aux zones rurales et aux foyers à faible revenu, vendu à 1 700 dirhams,.

## Politique industrielle et commerciale
En septembre 2017, le ministère du commerce marocain accorde à Manar une protection antidumping de cinq ans contre les importations de réfrigérateurs en provenance de Turquie, de Thaïlande et de Chine,.